# Algo de mí
Algo de mí es el álbum debut de estudio del cantante español Camilo Sesto. Fue realizado por él mismo, producido por Juan Pardo, y lanzado al mercado bajo el sello discográfico Ariola el 21 de marzo de 1972.
Si bien el tema que le da el nombre al álbum había salido un año antes como single, junto al tema Ay, ay, Rosseta.

## Lista de canciones
Todos los temas compuestos por Camilo Blanes, excepto donde se indica.
1. Algo de mí 1997 (4:10)
2. Lanza tu voz (2:03) [Juan Pardo]
3. Todos los tiempos ('O sole mio) (4:00) [Eduardo Di Capua]
4. Mendigo de amor (3:20) [Juan Pardo]
5. Esa paloma (3:02)
6. Ay, ay, Rosseta 1997 (2:59)
7. Buenas noches 1997 (2:45) [Johannes Brahms]
8. Yo soy así (3:11)
9. Ay, Mari (3:23) [Eduardo Di Capua]
10. A ti, Manuela (2:46)
11. Hoy como ayer (2:25)

## Créditos y personal
- Alfredo Pareja - Guitarra
- Jaime Torregrosa - Bajo
- Vicente Jorro - Órgano y arreglos en pista 6.
- Conrado Martínez - Batería
- Johnny Arthy - Arreglos en pista 1.
- Miguel Ramos - Arreglos en pista 4.
- Zack Laurence - Arreglos en pista 8.

- Juan Pardo - Producción y arreglos en pista 7.
- Raúl Marcos - Ingeniería de sonido